# Pseudoplatystoma tigrinum
Pseudoplatystoma tigrinum è un pesce d'acqua dolce della famiglia Pimelodidae.

## Habitat e distribuzione
Sudamerica, Rio delle Amazzoni, Orinoco, acque interne del Bolivia, Brasile, Colombia, Ecuador, Perù, Venezuela.

## Alimentazione
Si nutre di altri pesci o di granchi e gamberi.